# 斜口叫姑魚
斜口叫姑魚為輻鰭魚綱鱸形目鱸亞目石首魚科的其中一種，分布印度西太平洋區，包括孟加拉灣、印尼、泰國、新加坡、馬來西亞、越南、柬埔寨等海域，體長可達10公分，棲息在沿海、河口區。